# Mersin Büyükşehir Belediyesi Spor Kulübü
Il Mersin Büyükşehir Belediyesi Spor Kulübü è una società cestistica avente sede a Mersin, in Turchia. È stata fondata nel 1993.
Disputa le partite interne nella Edip Burhan Sport Hall, che ha una capacità di 2.700 spettatori.
La società dispone anche di una squadra femminile, il Mersin Büyükşehir Belediyespor.